# Rossini Caviar A/S
Rossini Caviar er grundlagt i 1999 af Jacob Marsing-Rossini og er Skandinaviens førende leverandør af kaviar. Rossini Caviar A/S leverer kaviar til en lang række Michelin- og toprestauranter i København, Stockholm, Oslo, London og Paris og handler med internationale superkokke.  
Udover kaviar har Rossini et bredt sortiment af luksusprodukter, som gammeldags røget laks, ørred- & lakserogn, blinis og leverer til en lang række delikatessebutikker i Danmark.